# 2014年の自転車競技
2014年の自転車競技（2014ねんのじてんしゃきょうぎ）では2014年の自転車競技について記述する。

## できごと

### 1月
- 11日
  - 当年のブエルタ・ア・エスパーニャの全行程が発表された。全21ステージ中、8ステージが山頂ゴールという、例年同様の山岳偏重の構成となった[1]。
- 13日
  - アルゴス・シマノを運営するプロジェクト1t4iは、台湾の自転車メーカーであるジャイアント・マニュファクチャリングがスポンサーに参画することを表明。今シーズンは『ジャイアント・シマノ』として活動することになった[2]。
- 16日
  - 当年のジロ・デ・イタリアの全出場22チームが決定[3]。
- 17日
  - イタリアオリンピック委員会(CONI)は、マントヴァのドーピング捜査で名前が挙がったアレッサンドロ・バッランに対し、2年間の出場停止処分を下した。なお、所属していたBMC・レーシングチームは、これを受け即刻バッランとの契約を解除した[4]。
- 21日
  - 前年行われたさいたまクリテリウムbyツールドフランスの第4回実行委員会（会長＝清水勇人・さいたま市市長）がさいたま市の浦和区で開かれ、約2億円の事業費拡大などを盛り込んだ決算見込みや事業報告が承認された。事業費は為替差損や経費増などにより当初の3億5千万円から約5億5千万円に拡大し、清水市長が大会直前に予算増額を専決。企業協賛金の増加を当て込んでいたが伸び悩み、結果として1億8950万円の収支不足が発生した[5]。
- 24日
  - 伊豆ベロドロームで初の国際大会となる、ジャパン・トラック・カップが開幕。26日まで3日間開催された[6]。
- 25日
  - 前年行われたさいたまクリテリウムbyツールドフランスの赤字問題で、清水勇人さいたま市市長が補助金を1億5200万円増額する専決処分をしたことが分かった[7]。
- 26日
  - ツアー・ダウンアンダー最終日が行われ、サイモン・ジェランが総合優勝[8]。
- 28日
  - 当年開催のツール・ド・フランスに出場する22チームが決まった[9]。
- 30日
  - クリス・ホーナーがランプレ・メリダに移籍[10]。
- 31日
  - 満102歳のロベール・マルシャン（フランス）が、パリ郊外に所在するヴェロドローム・ド・サン＝カンタナン＝イヴリーヌ(fr:Vélodrome de Saint-Quentin-en-Yvelines)で、アワーレコードに挑戦。26,925km/hで走破し、2年前に記録した24.251km/hを更新。満100歳以上におけるアワーレコード世界記録を樹立した[11]。

### 2月
- 1日
  - シクロクロス世界選手権・女子エリートが行われ、マリアンヌ・フォス（オランダ）が6連覇を達成[12]。
- 2日
  - シクロクロス世界選手権・男子エリートが行われ、ズデネク・シュティバルが優勝。
  - サムエル・サンチェスがBMC・レーシングチームに移籍[13]。
- 7日
  - さいたま市議会は2月市議会で、昨年10月に開かれたさいたまクリテリウムbyツールドフランスの追加負担に関する専決処分の承認を求める議案を審議した。清水勇人市長は稚拙な大会運営で追加負担が生じたことを改めて謝罪、専決処分議案は賛成多数で承認された[14]。
- 18日
  - マウンテンバイク・クロスカントリーの世界王者であるニノ・シューターが、スイス国内で行われるUCIワールドツアーレースである当年のツール・ド・ロマンディとツール・ド・スイスの2レース限定で、オリカ・グリーンエッジのメンバーとして出場する予定[15]。
  - IAMのクリストフ・ホダールト（ベルギー）が、アントワープでのトレーニングの際中、舗装路に残っていた古い線路に前輪を取られて落車。すぐ後ろを走っていた路線バスと衝突した影響により、ホダールトは死亡した[16]。
- 19日
  - チームKSPOのユム・ジュンファン（韓国）が心臓発作により急死[17]。
  - ソチオリンピック・クロスカントリースキーに出場した恩田祐一が、同大会を最後にクロスカントリースキーの第一線の座から退くことを表明。今後はマウンテンバイクレースのクロスカントリー(XC)選手として活動する[18]。
- 26日
  - トラックレース世界選手権初日[19]が行われ、男子団体追抜はオーストラリア（ルーク・デイヴィソン、グレン・オシェイ、アレクサンダー・エドモンソン、ミッチェル・マルハーン）、女子スクラッチはケリー・ドリュイツ（ベルギー）、女子チームスプリントは同一ペアで3連覇達成のドイツ（ミーリアム・ヴェルテ、クリスティーナ・フォーゲル）、男子チームスプリントはニュージーランド（イーサン・ミッチェル、サム・ウェブスター、エドワード・ドーキンス）がそれぞれ優勝。
- 27日
  - トラックレース世界選手権2日目[20]が行われ、女子500mタイムトライアルはミーリアム・ヴェルテ（ドイツ）、男子スクラッチはイヴァン・コヴァレフ（ロシア）、男子個人追抜はアレクサンダー・エドモンソン（オーストリア）、男子ケイリンはフランソワ・ペルヴィス（フランス）、女子団体追抜はイギリス（ローラ・トロット、ケイティ・アーチバルド、エリノア・バーカー、ジョアンナ・ロウセル）がそれぞれ優勝。
- 28日
  - トラックレース世界選手権3日目が行われ、男子1kmタイムトライアルはフランソワ・ペルヴィス（フランス）、女子個人追抜はジョアンナ・ロウセル（イギリス）、男子ポイントレースはエドウィン・アビラ（コロンビア）がそれぞれ優勝。
  - 前年7月に開催された全日本マウンテンバイク選手権大会・女子クロスカントリーで1着で入線しながらも、他チームからレース中にチェーンを借りて修理したとみなされ、4位に降格となった與那嶺恵理が処分取り消しを求めていた件について、日本スポーツ仲裁機構は与那嶺の訴えを認める判断を下した。しかし、與那嶺を優勝者とするよう求めた件については、競技団体がなすべき事項として却下した[21]。

### 3月
- 1日
  - トラックレース世界選手権4日目[22]が行われ、女子ポイントレースはエイミー・キュア（オーストリア）、男子オムニアムはトマ・ブダ（フランス）、女子スプリントはクリスティーナ・フォーゲル（ドイツ）がそれぞれ優勝。
- 2日
  - トラックレース世界選手権最終日[23]が行われ、女子オムニアムはサラ・ハマー（アメリカ合衆国）、女子ケイリンはクリスティーナ・フォーゲル（フランス）、男子マディソンはスペイン（ダビ・ムンタネル、アルベルト・トレス）、男子スプリントはフランソワ・ペルヴィス（フランス）がそれぞれ優勝。そしてペルヴィスとフォーゲルはそれぞれ当大会の三冠を達成した。

### 6月
- 4日
  - 日本自転車競技連盟は、成績不振を理由に日本代表総監督の松本整の解任を理事会で決議。また7日には松本が女子選手に対しパワハラを行っていたことが明らかに。一方松本は今回の連盟の一方的な解任決議に反発しており、パワハラについても否定している[24]。

## 死去
- 2月18日　クリストフ・ホダールト（ ベルギー、*1986年）
- 2月19日　ユム・ジュンファン（ 韓国、*）
- 3月25日　ロデ・ワウテルス（ ベルギー、*1929年）
- 4月5日　マリアーノ・ディアス（ スペイン、*）
- 4月9日　フェルディナンド・テッルッツィ（ イタリア、*1924年）